# Mark Petrie
Mark Petrie (Auckland, 20 maggio 1979) è un compositore neozelandese.
È famoso per aver composto la musica nei trailer di Guardians of the Galaxy, Life of Pi, Mission Impossible: Ghost Protocol e Sherlock Holmes: A Game of Shadows, e per aver scritto la colonna sonora di Madden NFL. Ha anche composto spartiti per film, programmi televisivi, documentari, campagne politiche ed eventi sportivi.

## Primi anni e influenze
Petrie è nato e cresciuto ad Auckland, in Nuova Zelanda. Ha iniziato la sua prima formazione musicale mentre si è iscritto alla Dilworth School per otto anni, studiando pianoforte e composizione. Dopo aver vinto una borsa di studio per studiare colonne sonore al Berklee College of Music di Boston, MA, si è trasferito negli Stati Uniti e ha conseguito una laurea specialistica in colonne sonore.

## Carriera
Dopo essersi diplomato al Berklee College of Music, Petrie ha ricevuto il Pete Carpenter Film Composing Fellowship della BMI Foundation. È stato trasferito a Los Angeles per lavorare con il compositore vincitore del Grammy Award, Mike Post. Ha quindi iniziato a scrivere per spettacoli televisivi e film indipendenti. Nel 2007 ha collaborato con PostHaste Music per comporre musica per trailer. Ha continuato a comporre decine di tracce per loro. È noto per "infondere elementi contemporanei in cima alla scrittura orchestrale epica" (Output.com).
Nel 2012, ha pubblicato il suo primo album Genesis, con 27 brani nello "stile orchestrale moderno ed epico messo in mostra nel suo lavoro nei trailer di: The Amazing Spider-Man, The Green Lantern, Twilight - Breaking Dawn Part 2.
I video di fan realizzati con la musica di Petrie hanno iniziato a emergere su YouTube intorno al 2010 e molti hanno accumulato milioni di visualizzazioni.